# Hirimaradhoo
Hirimaradhoo (Dhivehi: ހިރިމަރަދޫ) is een van de bewoonde eilanden van het Haa Dhaalu-atol behorende tot de Maldiven.

## Demografie
Hirimaradhoo telt (stand maart 2007) 246 vrouwen en 260 mannen.